# لونگنان
لونگنان (به لاتین: Longnan) یک شهر مرکزی در جمهوری خلق چین است که در گانسو واقع شده‌است. لونگنان ۲۷٬۰۰۰ کیلومتر مربع مساحت و ۲٬۵۶۷٬۷۱۸ نفر جمعیت دارد.